# ローム (ジョージア州)
ローム（英: Rome）は、アメリカ合衆国ジョージア州の都市。フロイド郡の郡庁所在地である。人口は3万7713人（2020年国勢調査）。

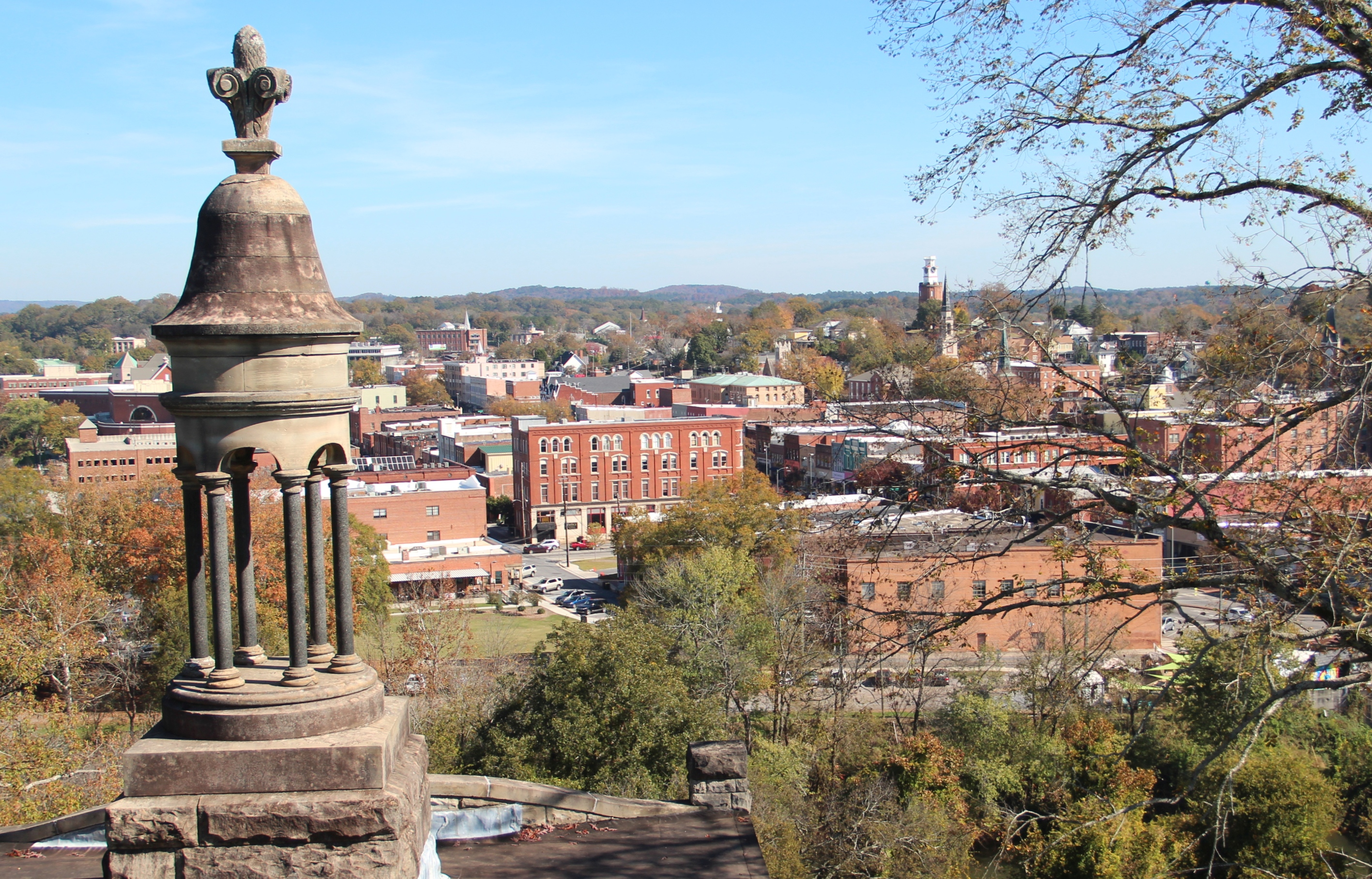
マートルヒル墓地から見たダウンタウン

## 概要
南北戦争の激戦地であった歴史を持つ、アパラチア山脈の麓に位置する都市。ジョージア州北西部の主要都市でもある。市内には緩やかな丘が多く、主に7つの丘に囲まれている。

## 歴史
1834年ごろに街づくりがはじまった。南北戦争の時代には、多くの大砲や武器を製造する南軍側の軍需都市となった。

## 地理

フロイド郡内の位置

ジョージア州北西部に位置している。座標は北緯34度15分36秒 西経85度11分6秒 / 北緯34.26000度 西経85.18500度。

## 気候
ケッペンの気候区分では温暖湿潤気候 (Cfa)である。

## 姉妹都市・提携都市
西南戦争の激戦地・田原坂を有する旧植木町（現熊本市）とは、同じ歴史を共有することから姉妹都市になっている。
- キャリック＝オン＝シャノン（アイルランド、リートリム県）
1967年（昭和42年）- 姉妹都市提携締結
- 熊本市（日本、熊本県）
1995年（平成7年）5月29日 - 旧植木町と姉妹都市提携締結。その植木町は2010年（平成22年）3月に熊本市へ合併されたが、姉妹都市関係は継続。